# Badenstraße 45 (Stralsund)

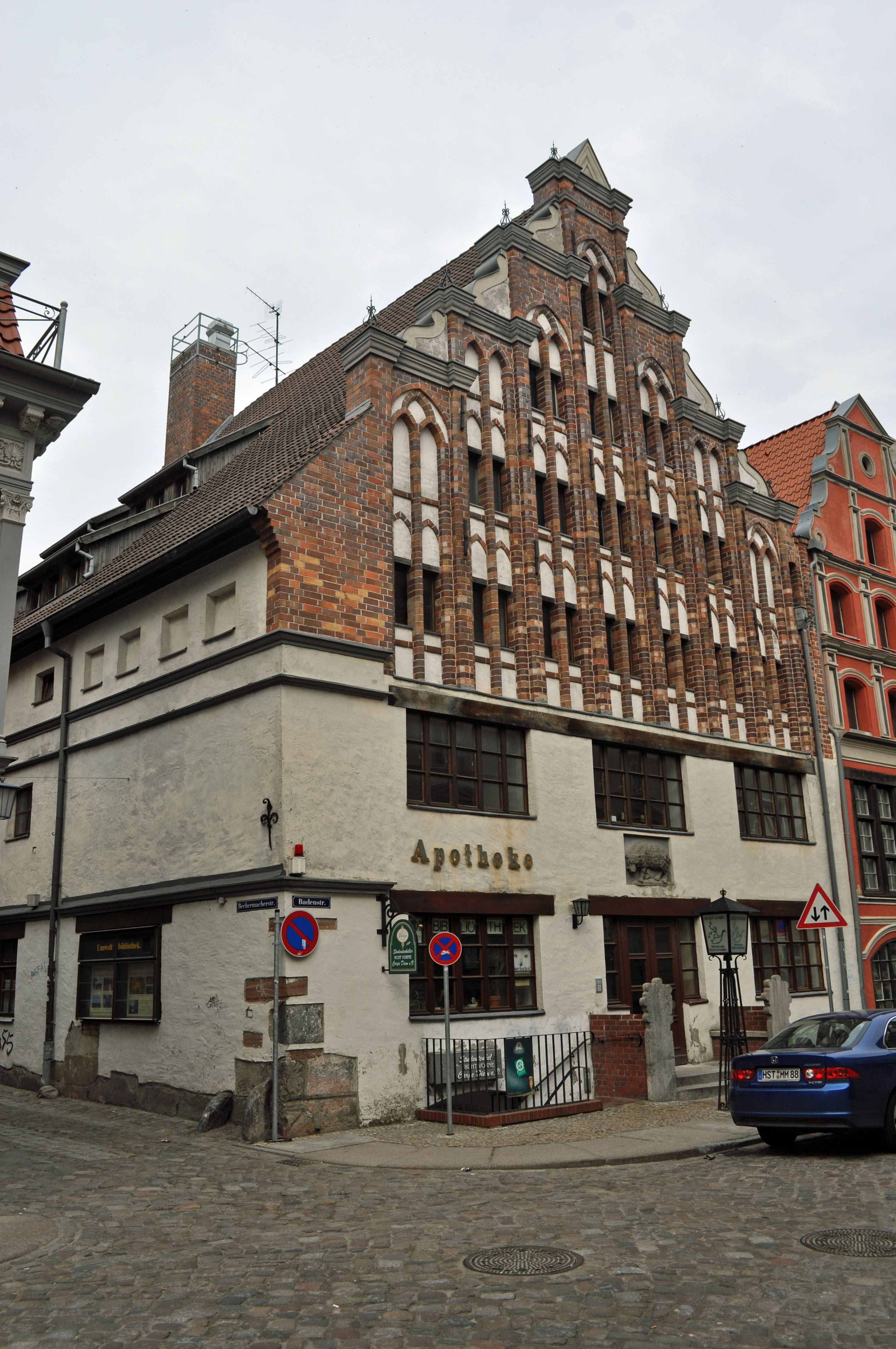
Haus Badernstraße 45 in Stralsund (2012)

Das Haus mit der postalischen Adresse Badenstraße 45 ist ein unter Denkmalschutz stehendes Gebäude in der Badenstraße in Stralsund, an der Ecke zur Bechermacherstraße.

## Beschreibung, Geschichte
Das zweigeschossige Giebelhaus weist zur Badenstraße einen viergeschossigen Pfeilergiebel auf, der im 17. Jahrhundert durch Einfügen von Gesimsstücken über den Spitzbogenblenden und von Volutenbögen in den Stufen aufgesetzt wurde. In der mittleren Achse wurde ein Dreiecksgiebel aufgesetzt. Das Gebäude wurde in den Jahren 1988 bis 1990 historisierend im gotischen Zustand der Bauzeit wiederhergestellt, dabei wurden die Veränderungen aus dem 19. Jahrhundert beseitigt.

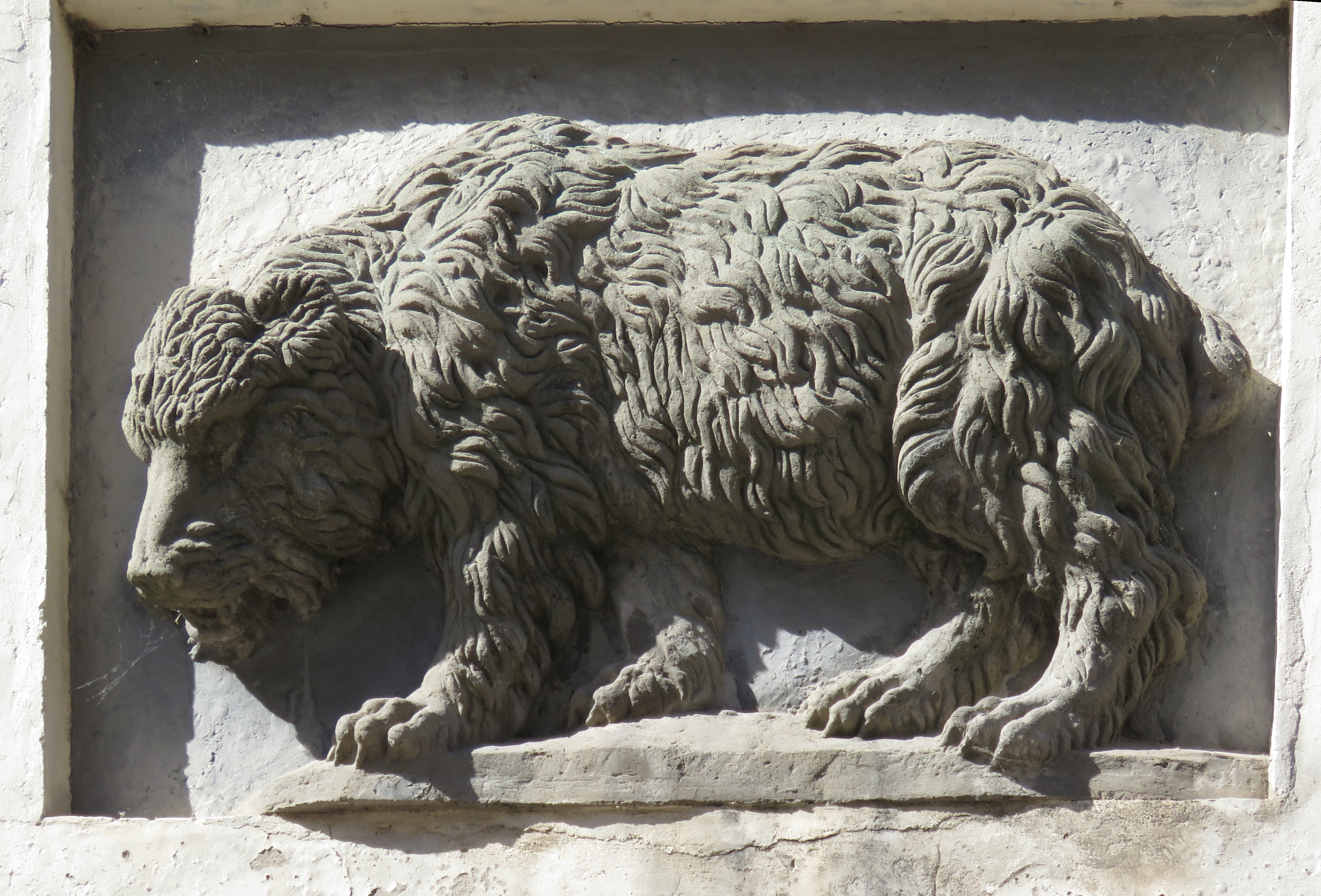
Bärenrelief

Das Relief eines Bären über der Tür war Namensgeber für die hier einst befindliche Bären-Apotheke.
Das Gebäude steht im Kerngebiet des von der UNESCO als Weltkulturerbe anerkannten Stadtgebietes des Kulturgutes Historische Altstädte Stralsund und Wismar. In die Liste der Baudenkmale in Stralsund ist es mit der Nummer 71 eingetragen.